# Bill Guerin
William "Bill" Robert Guerin (Worcester, 9 de novembro de 1970) é um norte-americano ex-jogador profissional de hóquei no gelo e o atual gerente geral do Minnesota Wild da National Hockey League (NHL).
Guerin jogou 18 temporadas na National Hockey League (NHL), vencendo dois títulos da Stanley Cup com o New Jersey Devils e o Pittsburgh Penguins. Internacionalmente, ele representou os Estados Unidos nas Olimpíadas de Inverno de 1998, 2002 e 2006, e participou de dois Campeonatos Mundiais de Hóquei no Gelo. Guerin é o primeiro jogador de ascendência hispânica a jogar na NHL.

## Carreira como jogador

### Profissional

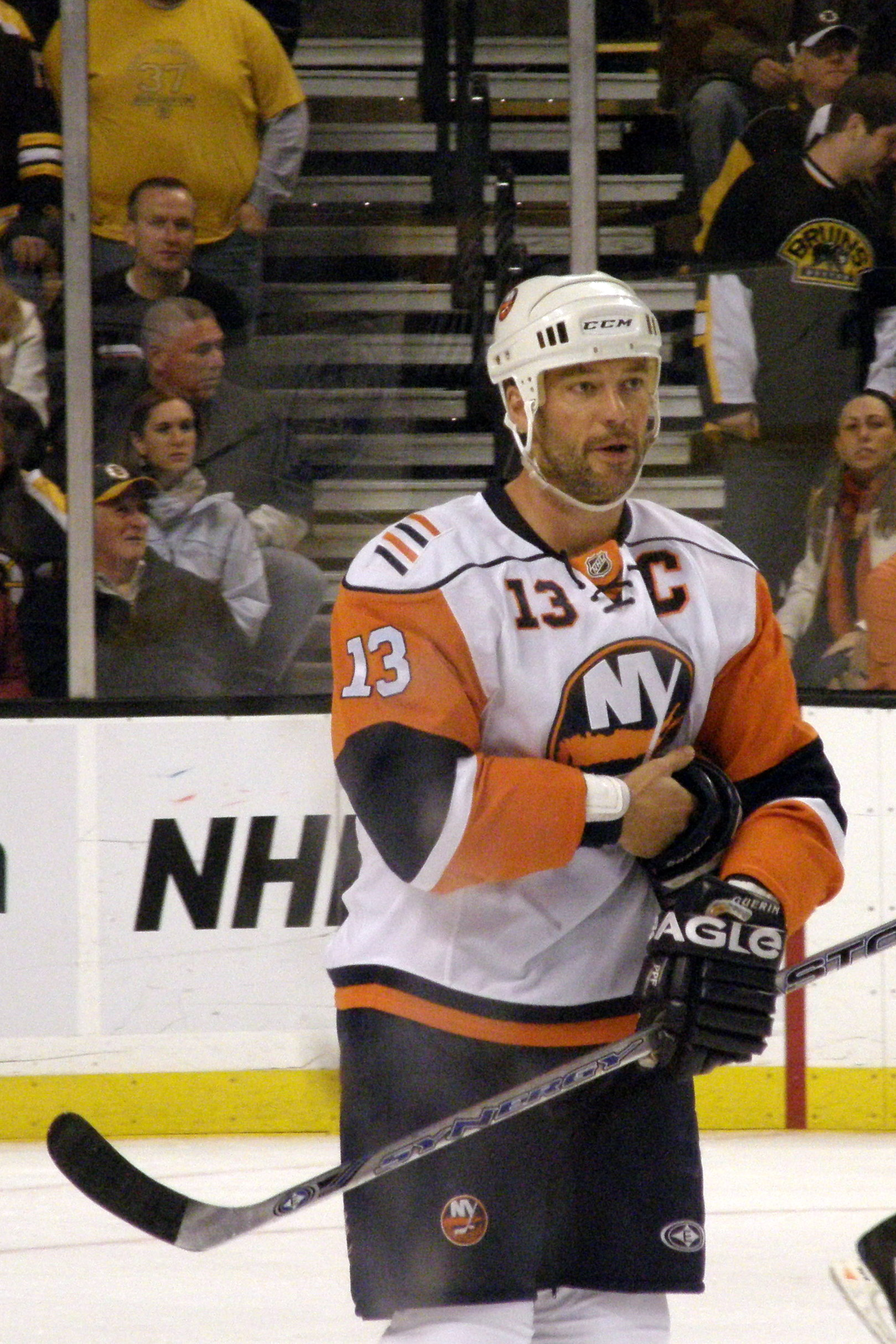
Guerin durante sua época como capitão do New York Islanders

Guerin foi selecionado pelo New Jersey Devils como a quinta escolha geral no Draft da NHL de 1989 e jogou com a equipe de 1991 a 1998, vencendo a Stanley Cup em 1995. No meio da temporada de 1997-98, Guerin foi trocado para o Edmonton Oilers.
Em novembro de 2001, Guerin foi trocado para o time de sua cidade natal, o Boston Bruins.
Após uma temporada de 41 gols em 2001-02, Guerin deixou os Bruins como agente livre e assinou um contrato de cinco anos com o Dallas Stars. Ele teve um desempenho abaixo das expectativas durante seu tempo com os Stars. Após uma temporada decepcionante em 2005-06, na qual registrou apenas 40 pontos, Dallas optou por rescindir o restante de seu contrato.
Em 3 de julho de 2006, Guerin assinou um contrato de um ano e US$2 milhões com o St. Louis Blues. Ele reviveu sua carreira, superando facilmente sua marca decepcionante de gols da temporada de 2005-06 e sendo nomeado para o All-Star Game de 2007. Apesar das numerosas críticas ao seu desempenho durante seu tempo com os Stars, Guerin recebeu uma ovação de pé dos fãs de Dallas, reconhecendo seu status como um antigo favorito da torcida.
Em 2 de fevereiro de 2007, Guerin se tornou o 214º jogador da NHL a disputar 1.000 jogos. Mais tarde naquele mês, ele foi trocado para o San Jose Sharks. Durante a temporada seguinte, ele assinou um contrato de dois anos com o New York Islanders. Em 9 de julho de 2007, ele foi nomeado capitão dos Islanders, tornando-se o 11º capitão na história da equipe.

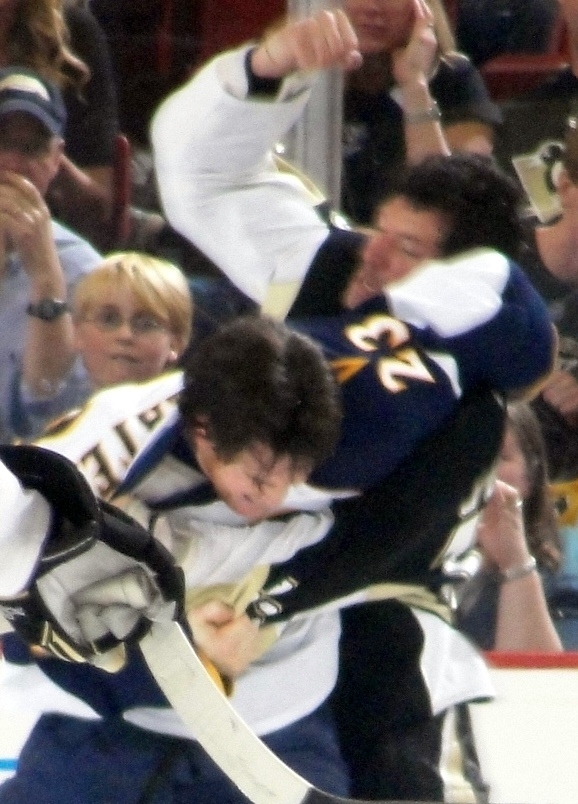
Guerin luta contra Jim Slater em abril de 2010

Em 4 de março de 2009, Guerin foi trocado para o Pittsburgh Penguins. Ele venceu a Stanley Cup em 12 de junho de 2009 com os Penguins, derrotando o Detroit Red Wings por 2-1 no Jogo 7 no Joe Louis Arena. Seus 14 anos entre as conquistas da Stanley Cup como jogador foi a terceira espera mais longa na história da NHL, atrás de Chris Chelios (16) e Mark Recchi (15).
Após o incentivo vocal para seu retorno por parte da torcida e dos companheiros de equipe durante o desfile da Stanley Cup em Pittsburgh no dia 15 de junho, além de expressar seu próprio afeto pela cidade e pela equipe, Guerin assinou uma extensão de contrato de um ano com os Penguins em 29 de junho, com um salário bastante reduzido, para jogar durante a temporada de 2009-10. Ele se tornou o primeiro jogador a ter uma temporada de 20 gols com sete equipes diferentes e um dos apenas três a ter uma temporada de 20 gols com cinco ou mais equipes diferentes (os outros dois são Eddie Shack e Ray Sheppard). Os Penguins optaram por não oferecer um contrato a Guerin para a temporada de 2010-11. Em 7 de setembro de 2010, o Philadelphia Flyers convidou Guerin para um teste no treinamento de pré-temporada, mas em 4 de outubro, os Flyers o dispensaram antes do início da temporada regular.
Em 6 de dezembro de 2010, Guerin anunciou sua aposentadoria como jogador da NHL. Na época de sua aposentadoria, Guerin ocupava a sétima posição entre os americanos na NHL com 429 gols.

## Carreira de gestão
Em 6 de junho de 2011, o Pittsburgh Penguins contrataram Guerin como treinador de desenvolvimento de jogadores. Em 6 de junho de 2014, o gerente geral dos Penguins, Jim Rutherford, anunciou que Guerin seria promovido a seu assistente. Rutherford afirmou que Guerin se concentraria no desenvolvimento do lado analítico do jogo. Após os triunfos consecutivos na Stanley Cup em 2016 e 2017, os Penguins anunciaram que as funções de Guerin seriam expandidas para incluir o cargo de gerente geral de seu afiliado na American Hockey League (AHL), o Wilkes-Barre/Scranton Penguins, que ficou vago com a saída de Jason Botterill para o Buffalo Sabres da NHL.
Em 21 de agosto de 2019, Guerin foi nomeado o quarto gerente geral do Minnesota Wild.

## Controvérsias

### Alegação de encobrimento de agressão sexual
Em uma ação judicial movida em 3 de novembro de 2020 na Pensilvânia, alegou-se que Guerin desempenhou um papel na ocultação de uma suposta agressão sexual contra a esposa do treinador assistente do Wilkes-Barre/Scranton Penguins, Jarrod Skalde, pelo treinador principal da equipe, Clark Donatelli. A ação alega que Guerin, então gerente geral da equipe, "disse a Skalde para manter em segredo a suposta agressão." Guerin negou qualquer irregularidade de sua parte, afirmando que havia "rapidamente levado a alegação à alta administração do Pittsburgh Penguins". A ação foi resolvida em novembro de 2021. Uma investigação interna da NHL confirmou que ele havia reportado o incidente prontamente e o isentou de irregularidades.

### Investigação de abuso verbal
Em dezembro de 2023, o Minnesota Wild conduziu uma investigação após um funcionário registrar uma denúncia de abuso verbal contra Guerin ao departamento de recursos humanos. Guerin manteve seu cargo, nenhuma sanção foi anunciada e o Wild se recusou a comentar sobre o assunto.

## Vida pessoal

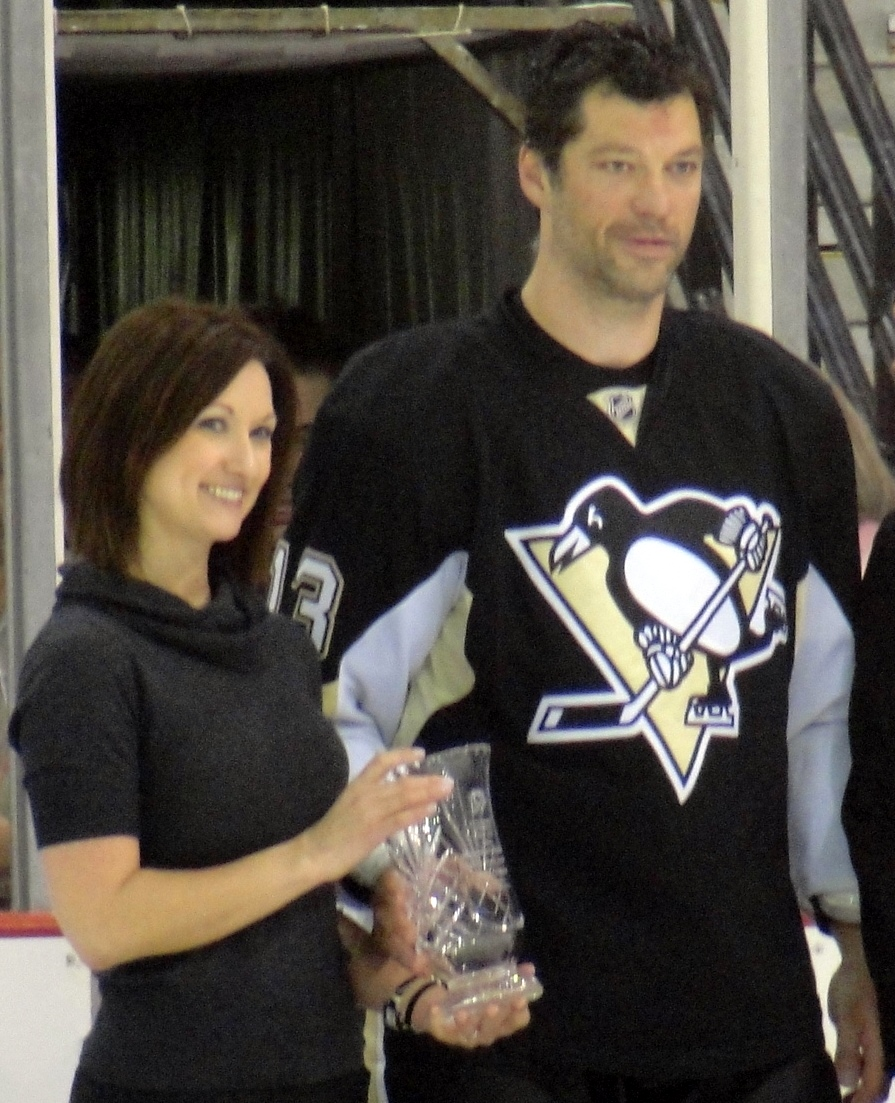
Guerin é homenageado como indicado dos Penguins ao Troféu Bill Masterton durante cerimônia antes do jogo em abril de 2010

Guerin nasceu em Worcester, Massachusetts, e foi criado em Wilbraham, Massachusetts. Ele frequentou a Wilbraham & Monson Academy e jogou hóquei júnior pelo Springfield Olympics em vez de jogar hóquei no ensino médio. Guerin é de ascendência nicaraguense e irlandesa.
Guerin e sua esposa Kara têm quatro filhos e residem em Eden Prairie, Minnesota. Eles anteriormente moraram em Moorestown, New Jersey, durante o tempo de Guerin com o New Jersey Devils.

## Estatísticas da carreira

### Temporada regular e playoffs
| 1989–90   | Boston College Eagles | HE    | 39    | 14  | 11  | 25  | 64    | —   | —  | —  | —  | —   |
| 1990–91   | Boston College Eagles | HE    | 38    | 26  | 19  | 45  | 102   | —   | —  | —  | —  | —   |
| 1991–92   | Utica Devils          | AHL   | 22    | 13  | 10  | 23  | 6     | 4   | 1  | 3  | 4  | 14  |
| 1991–92   | New Jersey Devils     | NHL   | 5     | 0   | 1   | 1   | 9     | 6   | 3  | 0  | 3  | 4   |
| 1992–93   | Utica Devils          | AHL   | 18    | 10  | 7   | 17  | 47    | —   | —  | —  | —  | —   |
| 1992–93   | New Jersey Devils     | NHL   | 65    | 14  | 20  | 34  | 63    | 5   | 1  | 1  | 2  | 4   |
| 1993–94   | New Jersey Devils     | NHL   | 81    | 25  | 19  | 44  | 101   | 17  | 2  | 1  | 3  | 35  |
| 1994–95   | New Jersey Devils     | NHL   | 48    | 12  | 13  | 25  | 72    | 20  | 3  | 8  | 11 | 30  |
| 1995–96   | New Jersey Devils     | NHL   | 80    | 23  | 30  | 53  | 116   | —   | —  | —  | —  | —   |
| 1996–97   | New Jersey Devils     | NHL   | 82    | 29  | 18  | 47  | 95    | 8   | 2  | 1  | 3  | 18  |
| 1997–98   | New Jersey Devils     | NHL   | 19    | 5   | 5   | 10  | 13    | —   | —  | —  | —  | —   |
| 1997–98   | Edmonton Oilers       | NHL   | 40    | 13  | 16  | 29  | 80    | 12  | 7  | 1  | 8  | 17  |
| 1998–99   | Edmonton Oilers       | NHL   | 80    | 30  | 34  | 64  | 133   | 3   | 0  | 2  | 2  | 2   |
| 1999–2000 | Edmonton Oilers       | NHL   | 70    | 24  | 22  | 46  | 123   | 5   | 3  | 2  | 5  | 9   |
| 2000–01   | Edmonton Oilers       | NHL   | 21    | 12  | 10  | 22  | 18    | —   | —  | —  | —  | —   |
| 2000–01   | Boston Bruins         | NHL   | 64    | 28  | 35  | 63  | 122   | —   | —  | —  | —  | —   |
| 2001–02   | Boston Bruins         | NHL   | 78    | 41  | 25  | 66  | 91    | 6   | 4  | 2  | 6  | 6   |
| 2002–03   | Dallas Stars          | NHL   | 64    | 25  | 25  | 50  | 113   | 4   | 0  | 0  | 0  | 4   |
| 2003–04   | Dallas Stars          | NHL   | 82    | 34  | 35  | 69  | 109   | 5   | 0  | 1  | 1  | 4   |
| 2005–06   | Dallas Stars          | NHL   | 70    | 13  | 27  | 40  | 115   | 5   | 3  | 1  | 4  | 0   |
| 2006–07   | St. Louis Blues       | NHL   | 61    | 28  | 19  | 47  | 52    | —   | —  | —  | —  | —   |
| 2006–07   | San Jose Sharks       | NHL   | 16    | 8   | 1   | 9   | 14    | 9   | 0  | 2  | 2  | 12  |
| 2007–08   | New York Islanders    | NHL   | 81    | 23  | 21  | 44  | 65    | —   | —  | —  | —  | —   |
| 2008–09   | New York Islanders    | NHL   | 61    | 16  | 20  | 36  | 63    | —   | —  | —  | —  | —   |
| 2008–09   | Pittsburgh Penguins   | NHL   | 17    | 5   | 7   | 12  | 18    | 24  | 7  | 8  | 15 | 15  |
| 2009–10   | Pittsburgh Penguins   | NHL   | 78    | 21  | 24  | 45  | 75    | 11  | 4  | 5  | 9  | 2   |
| Total     | Total                 | Total | 1,263 | 429 | 427 | 856 | 1,660 | 133 | 39 | 34 | 73 | 152 |

### Internacional
| Year  | Team           | Event |    | GP | G  | A  | Pts | PIM |
| ----- | -------------- | ----- | -- | -- | -- | -- | --- | --- |
| 1989  | Estados Unidos | WJC   | 7  | 0  | 3  | 3  | 16  |     |
| 1990  | Estados Unidos | WJC   | 7  | 0  | 0  | 0  | 18  |     |
| 1996  | Estados Unidos | WCH   | 7  | 0  | 2  | 2  | 17  |     |
| 1998  | Estados Unidos | OG    | 4  | 0  | 3  | 3  | 2   |     |
| 2002  | Estados Unidos | OG    | 6  | 4  | 0  | 4  | 4   |     |
| 2004  | Estados Unidos | WCH   | 5  | 2  | 2  | 4  | 8   |     |
| 2006  | Estados Unidos | OG    | 6  | 1  | 0  | 1  | 0   |     |
| Total | Total          | Total | 42 | 7  | 10 | 17 | 65  |     |